# Arbon (Haute-Garonne)
Pour les articles homonymes, voir Arbon.
Arbon (Arbon en occitan) est une commune française située dans le sud-ouest du département de la Haute-Garonne, en région Occitanie. Sur le plan historique et culturel, la commune fait partie du pays de Comminges, correspondant à l’ancien comté de Comminges, circonscription de la province de Gascogne située sur les départements actuels du Gers, de la Haute-Garonne, des Hautes-Pyrénées et de l'Ariège.
Exposée à un climat de montagne, elle est drainée par le Job et par deux autres cours d'eau. La commune possède un patrimoine naturel remarquable : un site Natura 2000 (les « chaînons calcaires du Piémont Commingeois ») et quatre zones naturelles d'intérêt écologique, faunistique et floristique.
Arbon est une commune rurale qui compte 94 habitants en 2022, après avoir connu un pic de population de 379 habitants en 1851. Elle fait partie de l'aire d'attraction de Saint-Gaudens. Ses habitants sont appelés les Arbonois ou  Arbonoises.

## Géographie

### Localisation
La commune d'Arbon se trouve dans le département de la Haute-Garonne, en région Occitanie.
Elle se situe à 88 km à vol d'oiseau de Toulouse, préfecture du département, à 12 km de Saint-Gaudens, sous-préfecture, et à 27 km de Bagnères-de-Luchon, bureau centralisateur du canton de Bagnères-de-Luchon dont dépend la commune depuis 2015 pour les élections départementales.
La commune fait en outre partie du bassin de vie d'Aspet.
Les communes les plus proches sont : 
Izaut-de-l'Hôtel (1,9 km), Cazaunous (2,0 km), Juzet-d'Izaut (2,8 km), Cabanac-Cazaux (3,7 km), Sengouagnet (3,8 km), Arguenos (3,8 km), Moncaup (4,1 km), Payssous (4,7 km).
Sur le plan historique et culturel, Arbon fait partie du pays de Comminges, correspondant à l’ancien comté de Comminges, circonscription de la province de Gascogne située sur les départements actuels du Gers, de la Haute-Garonne, des Hautes-Pyrénées et de l'Ariège.
Arbon est limitrophe de quatre autres communes.
Les communes limitrophes sont  Cazaunous, Izaut-de-l'Hôtel, Juzet-d'Izaut et Malvezie.
|          | Izaut-de-l'Hôtel |               |
| Malvezie | Arbon            | Juzet-d'Izaut |
|          | Cazaunous        |               |

Commune située en Comminges à 20 km au sud de Saint-Gaudens, au pied des Pyrénées.

### Géologie et relief
La superficie de la commune est de 447 hectares ; son altitude varie de 468  à   896 mètres.

### Hydrographie

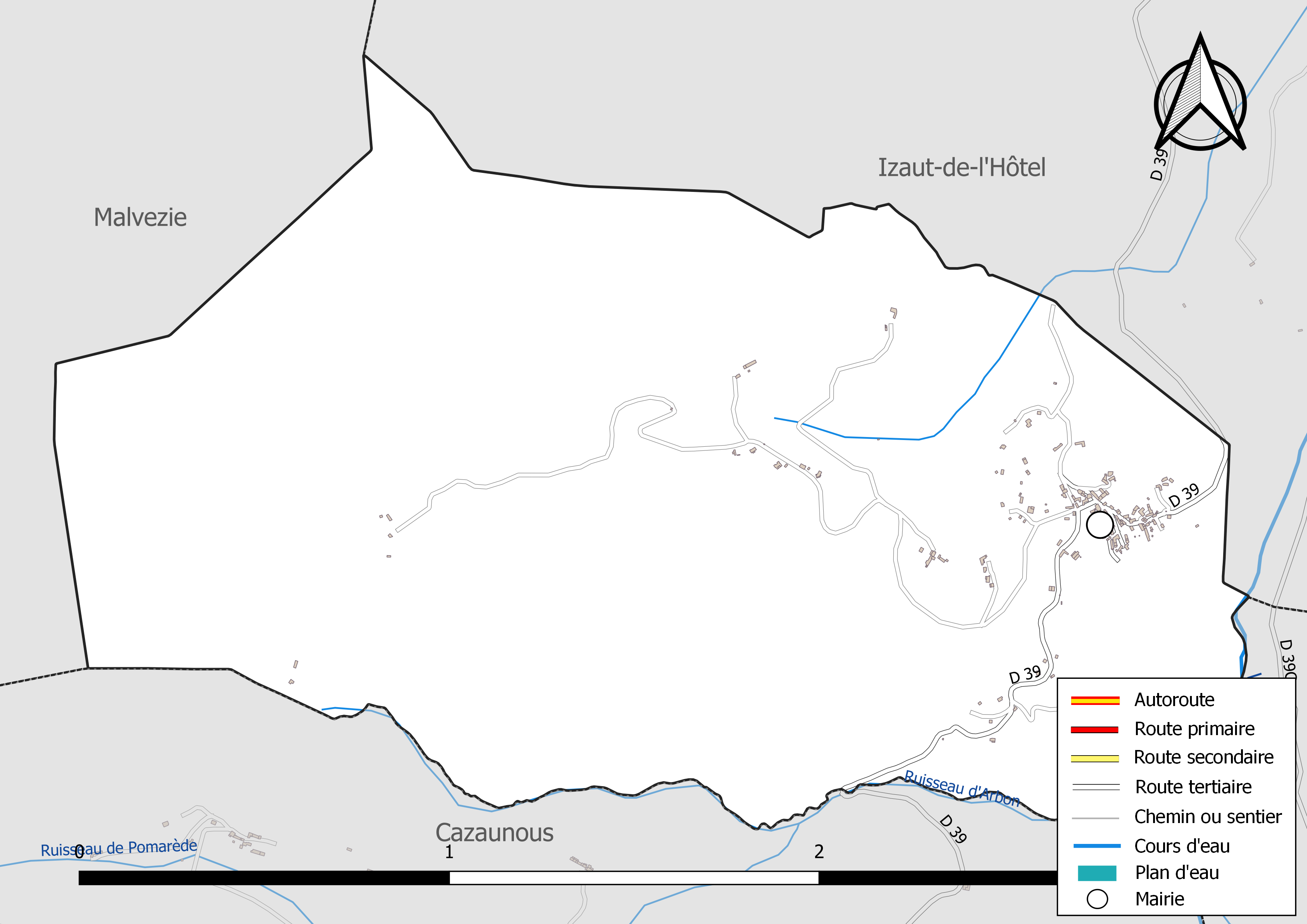
Réseaux hydrographique et routier d'Arbon.

La commune est dans le Bassin de la Garonne, au sein du bassin hydrographique Adour-Garonne. Elle est drainée par le Job, le ruisseau d'Arbon et par un petit cours d'eau, constituant un réseau hydrographique de 1 km de longueur totale,.
Le Job, d'une longueur totale de 18,4 km, prend sa source dans la commune de Boutx et s'écoule vers le nord. Il traverse la commune et se jette dans le Ger à Lespiteau, après avoir traversé 10 communes.

### Climat
Pour des articles plus généraux, voir Climat de l'Occitanie et Climat de la Haute-Garonne.
En 2010, le climat de la commune est de type climat des marges montargnardes, selon une étude s'appuyant sur une série de données couvrant la période 1971-2000. En 2020, Météo-France publie une typologie des climats de la France métropolitaine dans laquelle la commune est exposée à un climat de montagne ou de marges de montagne et est dans la région climatique Pyrénées centrales, caractérisée par une pluviométrie annuelle de 1 000 à 1 200 mm.
Pour la période 1971-2000, la température annuelle moyenne est de 11,7 °C, avec une amplitude thermique annuelle de 14,3 °C. Le cumul annuel moyen de précipitations est de 1 084 mm, avec 9,4 jours de précipitations en janvier et 7,1 jours en juillet. Pour la période 1991-2020, la température moyenne annuelle observée sur la station météorologique la plus proche, située sur la commune de Clarac à 15 km à vol d'oiseau, est de 12,5 °C et le cumul annuel moyen de précipitations est de 804,9 mm,. Pour l'avenir, les paramètres climatiques de la commune estimés pour 2050 selon différents scénarios d’émission de gaz à effet de serre sont consultables sur un site dédié publié par Météo-France en novembre 2022.

### Milieux naturels et biodiversité

#### Réseau Natura 2000

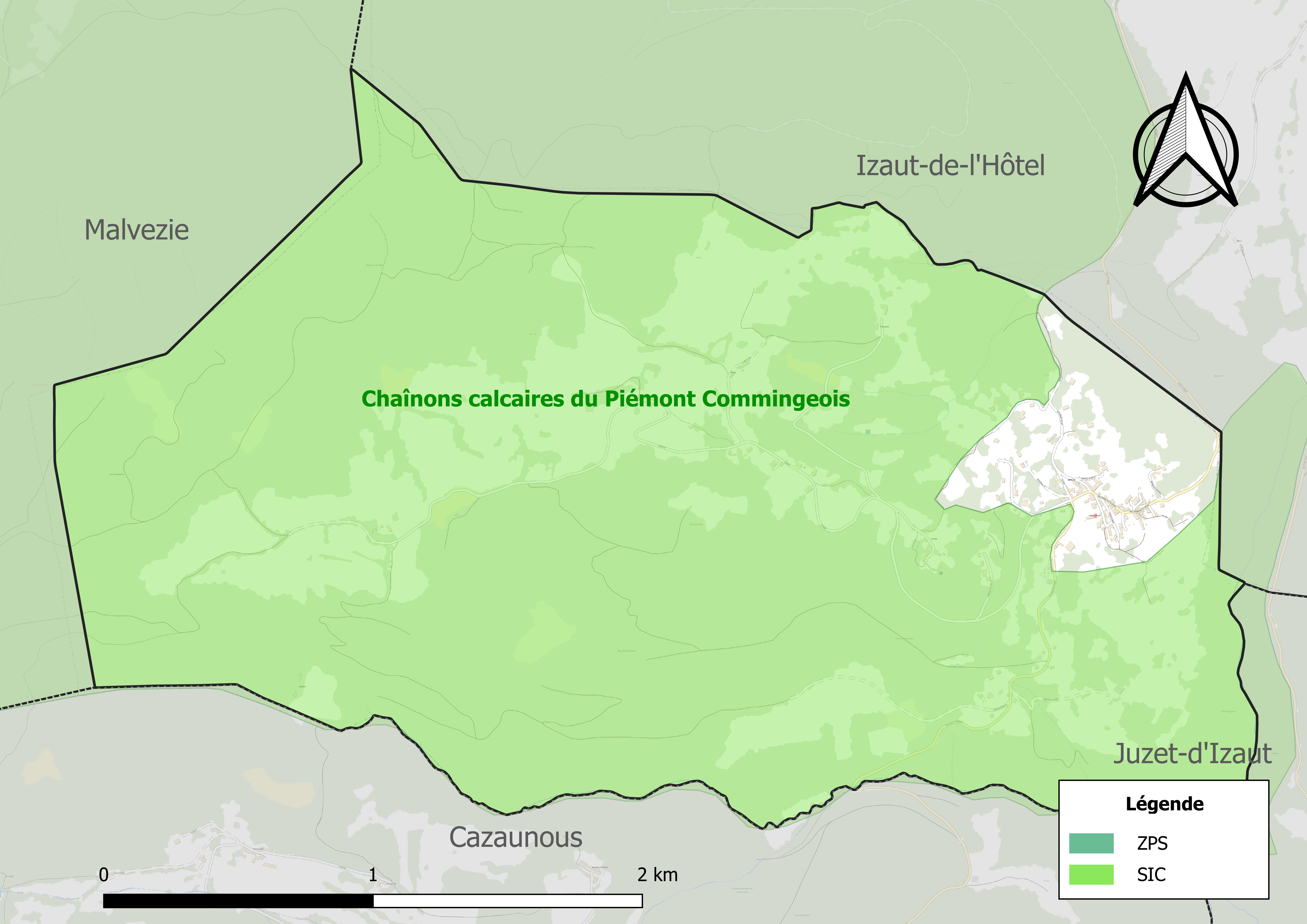
Site Natura 2000 sur le territoire communal.

Le réseau Natura 2000 est un réseau écologique européen de sites naturels d'intérêt écologique élaboré à partir des directives habitats et oiseaux, constitué de zones spéciales de conservation (ZSC) et de zones de protection spéciale (ZPS).
Un site Natura 2000 a été défini sur la commune au titre de la directive habitats : les « chaînons calcaires du Piémont Commingeois », d'une superficie de 6 198 ha, sont un site vallonné forestier et bocager du piémont pyrénéen.

#### Zones naturelles d'intérêt écologique, faunistique et floristique

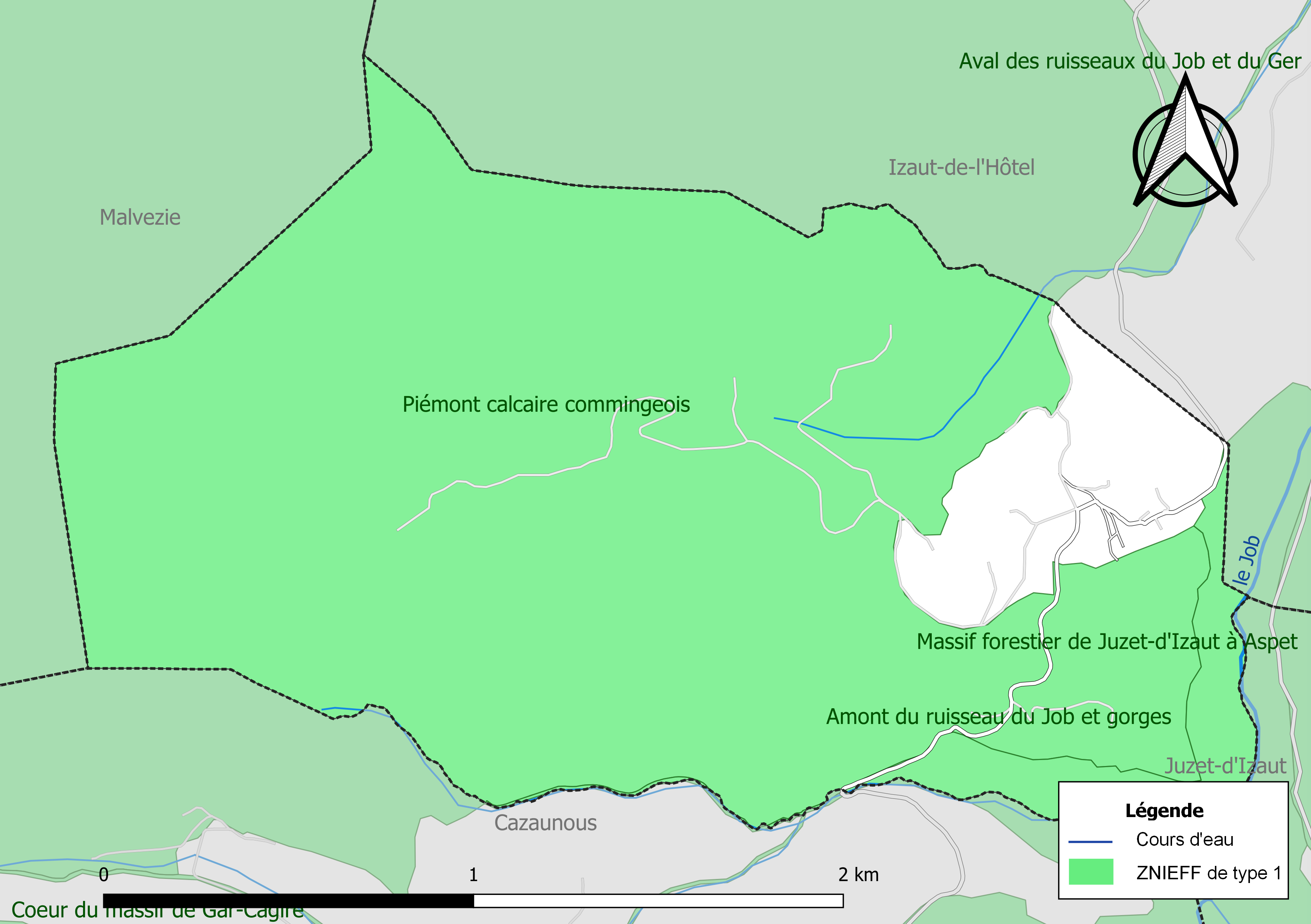
Carte des ZNIEFF de type 1 localisées sur la commune.

L’inventaire des zones naturelles d'intérêt écologique, faunistique et floristique (ZNIEFF) a pour objectif de réaliser une couverture des zones les plus intéressantes sur le plan écologique, essentiellement dans la perspective d’améliorer la connaissance du patrimoine naturel national et de fournir aux différents décideurs un outil d’aide à la prise en compte de l’environnement dans l’aménagement du territoire.
Deux ZNIEFF de type 1 sont recensées sur la commune :
l'« Amont du ruisseau du Job et gorges » (178 ha), couvrant 6 communes du département et 
le « piémont calcaire commingeois » (2 924 ha), couvrant 11 communes du département
et deux ZNIEFF de type 2, : 
- l'« ensemble du massif de Gar-Cagire et bassin de Juzet-d'Izaut » (9 679 ha), couvrant 18 communes du département[23] ;
- le « piémont calcaire commingeois et bassin de Sauveterre » (8 553 ha), couvrant 26 communes du département[24].

## Urbanisme

### Typologie
Au 1er janvier 2024, Arbon est catégorisée commune rurale à habitat dispersé, selon la nouvelle grille communale de densité à sept niveaux définie par l'Insee en 2022.
Elle est située hors unité urbaine. Par ailleurs la commune fait partie de l'aire d'attraction de Saint-Gaudens, dont elle est une commune de la couronne,. Cette aire, qui regroupe 85 communes, est catégorisée dans les aires de moins de 50 000 habitants,.

### Occupation des sols
L'occupation des sols de la commune, telle qu'elle ressort de la base de données européenne d’occupation biophysique des sols Corine Land Cover (CLC), est marquée par l'importance des forêts et milieux semi-naturels (71,4 % en 2018), une proportion identique à celle de 1990 (71,4 %). La répartition détaillée en 2018 est la suivante : 
forêts (71,4 %), prairies (18,2 %), zones agricoles hétérogènes (10,4 %). L'évolution de l’occupation des sols de la commune et de ses infrastructures peut être observée sur les différentes représentations cartographiques du territoire : la carte de Cassini (XVIIIe siècle), la carte d'état-major (1820-1866) et les cartes ou photos aériennes de l'IGN pour la période actuelle (1950 à aujourd'hui).

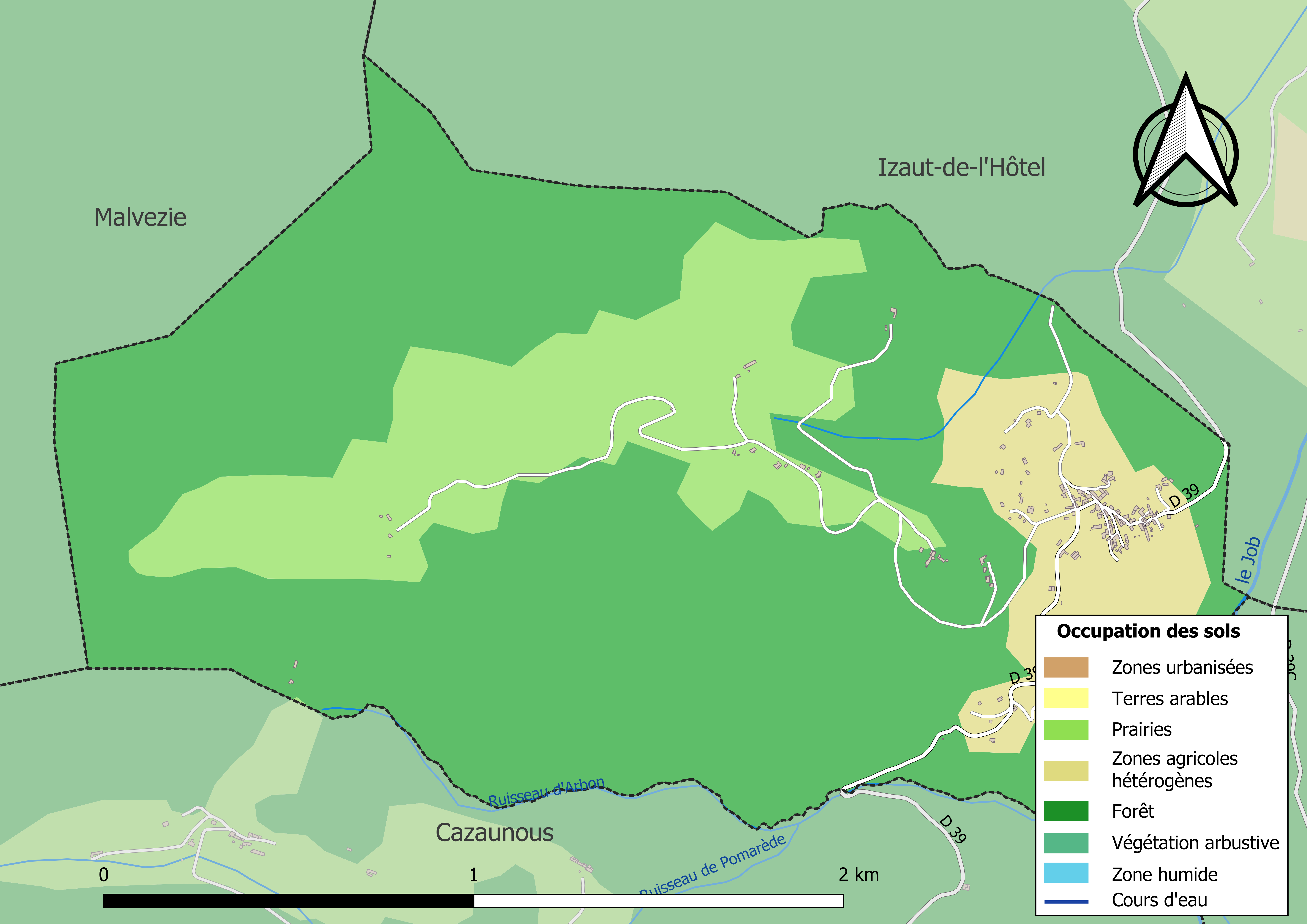
Carte des infrastructures et de l'occupation des sols de la commune en 2018 (CLC).

### Voies de communication et transports
Accès avec la ligne régulière de transport interurbain du réseau Arc-en-ciel (anciennement SEMVAT) ou en gare de Saint-Gaudens sur la ligne Toulouse - Bayonne.

### Risques majeurs
Le territoire de la commune d'Arbon est vulnérable à différents aléas naturels : météorologiques (tempête, orage, neige, grand froid, canicule ou sécheresse), inondations, feux de forêts et séisme (sismicité modérée). Un site publié par le BRGM permet d'évaluer simplement et rapidement les risques d'un bien localisé soit par son adresse soit par le numéro de sa parcelle.
Certaines parties du territoire communal sont susceptibles d’être affectées par le risque d’inondation par débordement de cours d'eau, notamment le Job. La commune a été reconnue en état de catastrophe naturelle au titre des dommages causés par les inondations et coulées de boue survenues en 1982, 1999 et 2009,.
Un plan départemental de protection des forêts contre les incendies a été approuvé par arrêté préfectoral du 25 septembre 2006. Arbon est exposée au risque de feu de forêt du fait de la présence sur son territoire des massifs des piémonts des Pyrénées et des Pyrénées. Il est ainsi défendu aux propriétaires de la commune et à leurs ayants droit de porter ou d’allumer du feu dans l'intérieur et à une distance de 200 mètres des bois, forêts, plantations, reboisements ainsi que des landes. L’écobuage est également interdit, ainsi que les feux de type méchouis et barbecues, à l’exception de ceux prévus dans des installations fixes (non situées sous couvert d'arbres) constituant une dépendance d'habitation,

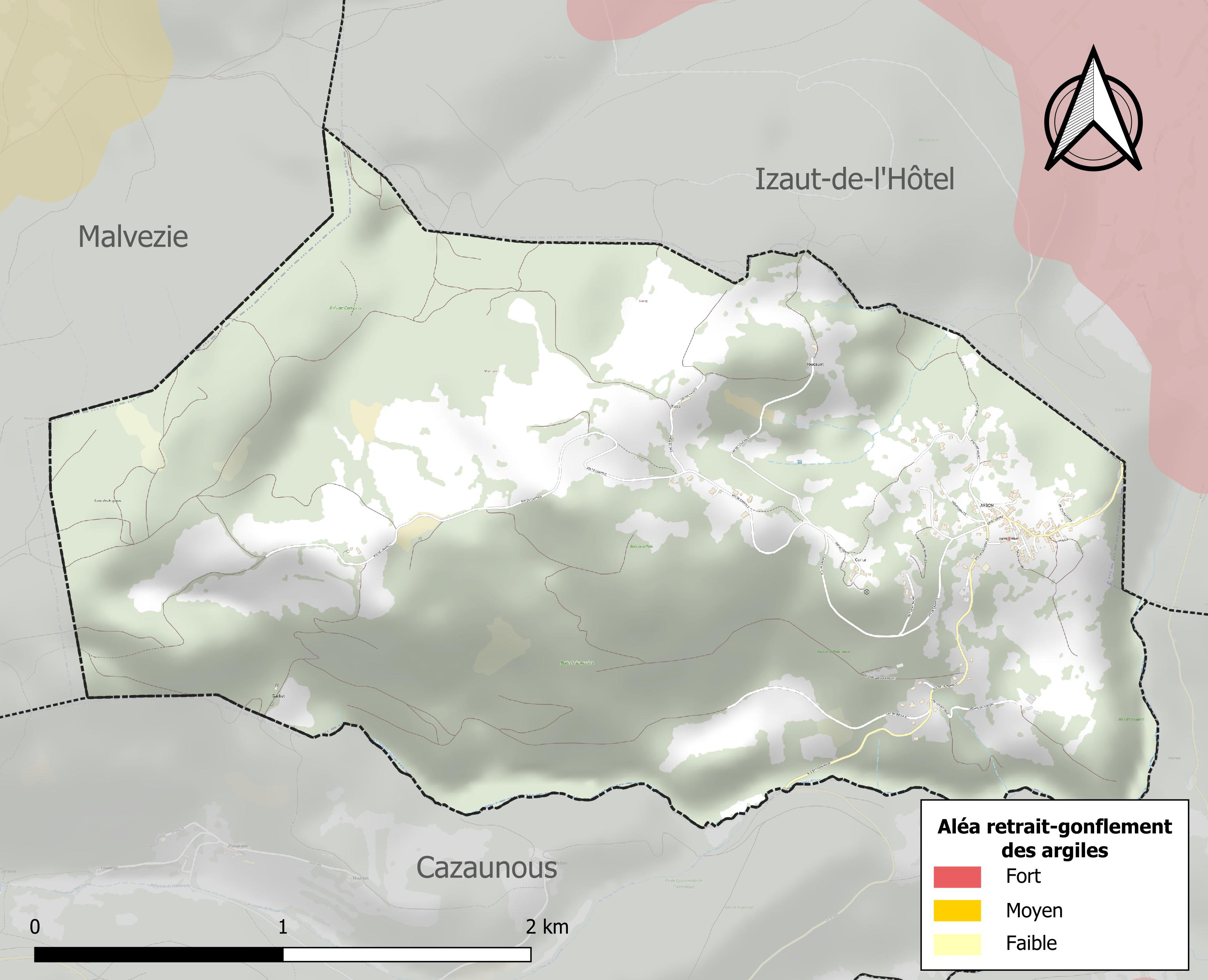
Carte des zones d'aléa retrait-gonflement des sols argileux d'Arbon.

Le retrait-gonflement des sols argileux est susceptible d'engendrer des dommages importants aux bâtiments en cas d’alternance de périodes de sécheresse et de pluie. 0 % de la superficie communale est en aléa moyen ou fort (88,8 % au niveau départemental et 48,5 % au niveau national). Sur les 99 bâtiments dénombrés sur la commune en 2019, 0 sont en aléa moyen ou fort, soit 0 %, à comparer aux 98 % au niveau départemental et 54 % au niveau national. Une cartographie de l'exposition du territoire national au retrait gonflement des sols argileux est disponible sur le site du BRGM,.
Par ailleurs, afin de mieux appréhender le risque d’affaissement de terrain, l'inventaire national des cavités souterraines permet de localiser celles situées sur la commune.
Concernant les mouvements de terrains, la commune a été reconnue en état de catastrophe naturelle au titre des dommages causés par des mouvements de terrain en 1999.

## Toponymie
Le nom Arbon est également porté par une commune suisse du canton de Thurgovie et en Cantabrie espagnole.
Pour autant, il y a peu de probabilité que l'origine soit identique d'un point de vue linguistique en raison de l'éloignement géographique. De plus, la possibilité d'une convergence est très forte sur des mots à deux syllabes et empêche de trouver un étymon satisfaisant.
En 1387, la liste des « paroisses » du diocèse de Comminges ne cite pas Arbon, ce qui empêche de statuer sur une origine ancienne du terme.
Le nom Arbon se rapproche du nom d'Arbonne, Arbona en basque, une commune des Pyrénées-Atlantiques. Sachant que l'on recense en Comminges de nombreux toponymes basques (Luchon, Aran...), l'origine proto-basque du nom « Arbon » n'est donc pas à exclure, pouvant provenir de la racine basque narb- « lieu des souches », présente dans les toponymes Narp, Narbaitz, Narbarte, Narbona.

## Histoire
Le village a dû se constituer après l'abandon du plateau de Campels, qui abritait un château et une église dédiée à saint Michel. Campels est au milieu d'une « soulane » (étendue herbeuse au-dessus de l'étage des forêts, donc à l'abri des incursions, et sur les chemins de transhumance).
C'est à la suite d'une épidémie de peste que Campels a été abandonné par ses habitants. Actuellement, suite en particulier à l'incendie allumé par les troupes d'Occupation, le hameau de Campels n'est plus habité. Une stèle, édifiée dans les années 1990, rappelle ce triste souvenir.
Une nouvelle église a été construite au milieu du XIXe siècle au milieu du village actuel.
Campels et plus tard Arbon, appartenaient au comté de Comminges (châtellenie des Frontignes).
On cite un certain Ogier de la Mothe, qui se dit « seigneur d'Izaut et de Campels ».
Il y a eu, un temps, des verreries à Campels. Le quartier appelé encore Eras barreiros en rappelle le souvenir.

## Politique et administration

### Administration municipale
Le nombre d'habitants au recensement de 2011 étant compris entre 0 et 99, le nombre de membres du conseil municipal pour l'élection de 2014 est de sept,.

### Rattachements administratifs et électoraux
Commune faisant partie de la huitième circonscription de la Haute-Garonne, de la communauté de communes Cagire-Garonne-Salat et du canton de Bagnères-de-Luchon (avant le redécoupage départemental de 2014, Arbon faisait partie de l'ex-canton d'Aspet et avant le 1er janvier 2017, de la  communauté de communes des Trois Vallées). La commune est également membre du SIVOM de Saint-Gaudens Montréjeau Aspet Magnoac.

### Liste des maires
| Période                                  | Période  | Identité          | Étiquette | Qualité       |
| ---------------------------------------- | -------- | ----------------- | --------- | ------------- |
| Les données manquantes sont à compléter. |          |                   |           |               |
| avant 1988                               | ?        | André Graille     |           |               |
| mars 2001                                | 2008     | Théodore Encausse |           |               |
| mars 2008                                | En cours | André Esparbes    |           | Fonctionnaire |

## Population et société

### Démographie
| 1793 | 1800 | 1806 | 1821 | 1831 | 1836 | 1841 | 1846 | 1851 |
| ---- | ---- | ---- | ---- | ---- | ---- | ---- | ---- | ---- |
| 173  | 177  | 171  | 183  | 309  | 309  | 349  | 359  | 379  |

| 1856 | 1861 | 1866 | 1872 | 1876 | 1881 | 1886 | 1891 | 1896 |
| ---- | ---- | ---- | ---- | ---- | ---- | ---- | ---- | ---- |
| 363  | 311  | 356  | 309  | 320  | 314  | 321  | 315  | 300  |

| 1901 | 1906 | 1911 | 1921 | 1926 | 1931 | 1936 | 1946 | 1954 |
| ---- | ---- | ---- | ---- | ---- | ---- | ---- | ---- | ---- |
| 288  | 265  | 244  | 202  | 193  | 162  | 154  | 147  | 122  |

| 1962 | 1968 | 1975 | 1982 | 1990 | 1999 | 2005 | 2006 | 2010 |
| ---- | ---- | ---- | ---- | ---- | ---- | ---- | ---- | ---- |
| 115  | 94   | 98   | 78   | 67   | 76   | 67   | 67   | 92   |

| 2015 | 2020 | 2022 | - | - | - | - | - | - |
| ---- | ---- | ---- | - | - | - | - | - | - |
| 98   | 97   | 94   | - | - | - | - | - | - |

| selon la population municipale des années : | 1968 | 1975 | 1982 | 1990 | 1999 | 2006 | 2009 | 2013 |
| Rang de la commune dans le département      | 435  | 473  | 484  | 523  | 525  | 524  | 499  | 491  |
| Nombre de communes du département           | 592  | 582  | 586  | 588  | 588  | 588  | 589  | 589  |

### Enseignement
Arbon fait partie de l'académie de Toulouse.

### Écologie et recyclage

#### Protection environnementale
Le site Natura 2000 Chaînons calcaires du Piémont Commingeois est classé en zone spéciale de conservation depuis 2007, avec une superficie de 6 198 hectares il s'étend sur une partie de la commune de Arbon.

## Économie

### Emploi
|                | 2008  | 2013  | 2018  |
| -------------- | ----- | ----- | ----- |
| Commune        | 5,5 % | 7,5 % | 8,5 % |
| Département    | 7,7 % | 9,6 % | 9,3 % |
| France entière | 8,3 % | 10 %  | 10 %  |

En 2018, la population âgée de 15 à 64 ans s'élève à 48 personnes, parmi lesquelles on compte 78,7 % d'actifs (70,2 % ayant un emploi et 8,5 % de chômeurs) et 21,3 % d'inactifs,. Depuis 2008, le taux de chômage communal (au sens du recensement) des 15-64 ans est inférieur à celui de la France et du département.
La commune fait partie de la couronne de l'aire d'attraction de Saint-Gaudens, du fait qu'au moins 15 % des actifs travaillent dans le pôle,. Elle compte 2 emplois en 2018, contre 6 en 2013 et 7 en 2008. Le nombre d'actifs ayant un emploi résidant dans la commune est de 35, soit un indicateur de concentration d'emploi de 5,8 % et un taux d'activité parmi les 15 ans ou plus de 44,7 %.
Sur ces 35 actifs de 15 ans ou plus ayant un emploi, 1 travaillent dans la commune, soit 3 % des habitants. Pour se rendre au travail, 88,2 % des habitants utilisent un véhicule personnel ou de fonction à quatre roues, 5,9 % les transports en commun, 2,9 % s'y rendent en deux-roues, à vélo ou à pied et 2,9 % n'ont pas besoin de transport (travail au domicile).

### Activités hors agriculture
3 établissements sont implantés  à Arbon au 31 décembre 2019.
Le secteur de l'administration publique, l'enseignement, la santé humaine et l'action sociale est prépondérant sur la commune puisqu'il représente 66,7 % du nombre total d'établissements de la commune (2 sur les 3 entreprises implantées  à Arbon), contre 16,6 % au niveau départemental.

### Agriculture
|               | 1988 | 2000 | 2010 | 2020 |
| ------------- | ---- | ---- | ---- | ---- |
| Exploitations | 10   | 3    | 4    | 4    |
| SAU (ha)      | 126  | 33   | 30   | 131  |

La commune est dans les « Pyrénées centrales », une petite région agricole occupant le centre-nord du département de la Haute-Garonne. En 2020, l'orientation technico-économique de l'agriculture  sur la commune est l'élevage bovin, orientation mixte lait et viande. Quatre exploitations agricoles ayant leur siège dans la commune sont dénombrées lors du recensement agricole de 2020 (dix en 1988). La superficie agricole utilisée est de 131 ha,,.

## Culture locale et patrimoine

### Lieux et monuments
- Sur le plateau de Campels qui domine le village, une stèle a été édifiée pour perpétuer le souvenir du « maquis » attaqué par les Allemands qui incendièrent le hameau.
- Église Saint-Michel.

### Personnalités liées à la commune
- David Labarre

## Pour approfondir